# Taça de Portugal de Basquetebol Feminino de 2018/2019
A edição da Taça de Portugal de Basquetebol Feminino referente à época de 2018/2019 decorreu entre 5 de Outubro de 2018 - 1ª Eliminatória - e 3 de Março de 2019, data em que se disputou a final a qual teve lugar no Pavilhão Manique-Salesianos, O Olivais Coimbra conquistou à sua 3ª Taça de Portugal de Basquetebol. 

## 8 Avos de Final
|  | Oitavas de final  | Oitavas de final |                   |    | Quartas de final | Quartas de final |  |  | Semifinais | Semifinais |  |  | Final | Final |
|  |                   |                  |                   |    |                  |                  |  |  |            |            |  |  |       |       |
|  | 16 Dezembro       |                  |                   |    |                  |                  |  |  |            |            |  |  |       |       |
|  |                   |                  |                   |    |                  |                  |  |  |            |            |  |  |       |       |
|  | CAD Coimbra       | 60               |                   |    |                  |                  |  |  |            |            |  |  |       |       |
|  | CAD Coimbra       | 60               | 09 Fevereiro      |    |                  |                  |  |  |            |            |  |  |       |       |
|  | União Sportiva    | 65               |                   |    |                  |                  |  |  |            |            |  |  |       |       |
|  | União Sportiva    | 65               | União Sportiva    | 82 |                  |                  |  |  |            |            |  |  |       |       |
|  | 15 Dezembro       |                  | União Sportiva    | 82 |                  |                  |  |  |            |            |  |  |       |       |
|  |                   | CAB Madeira      | 67                |    |                  |                  |  |  |            |            |  |  |       |       |
|  | CAB Madeira       | CAB Madeira      | 67                | 75 |                  |                  |  |  |            |            |  |  |       |       |
|  | CAB Madeira       |                  | 02 Março          | 75 |                  |                  |  |  |            |            |  |  |       |       |
|  | Boa Viagem        | 69               |                   |    |                  |                  |  |  |            |            |  |  |       |       |
|  | Boa Viagem        | 69               | União Sportiva    | 46 |                  |                  |  |  |            |            |  |  |       |       |
|  | 15 Dezembro       |                  | União Sportiva    | 46 |                  |                  |  |  |            |            |  |  |       |       |
|  |                   | Vitória SC       | 60                |    |                  |                  |  |  |            |            |  |  |       |       |
|  | ES Amadora        | Vitória SC       | 60                | 52 |                  |                  |  |  |            |            |  |  |       |       |
|  | ES Amadora        | 10 Fevereiro     |                   | 52 |                  |                  |  |  |            |            |  |  |       |       |
|  | Vitória SC        | 67               |                   |    |                  |                  |  |  |            |            |  |  |       |       |
|  | Vitória SC        | 67               | Vitória SC        | 66 |                  |                  |  |  |            |            |  |  |       |       |
|  | 15 Dezembro       |                  | Vitória SC        | 66 |                  |                  |  |  |            |            |  |  |       |       |
|  |                   | Carnide Clube    | 61                |    |                  |                  |  |  |            |            |  |  |       |       |
|  | Algés             | Carnide Clube    | 61                | 41 |                  |                  |  |  |            |            |  |  |       |       |
|  | Algés             |                  | 03 Março          | 41 |                  |                  |  |  |            |            |  |  |       |       |
|  | Carnide Clube     | 60               |                   |    |                  |                  |  |  |            |            |  |  |       |       |
|  | Carnide Clube     | 60               | Vitória SC        | 40 |                  |                  |  |  |            |            |  |  |       |       |
|  | 16 Dezembro       |                  | Vitória SC        | 40 |                  |                  |  |  |            |            |  |  |       |       |
|  |                   | Olivais Coimbra  | 49                |    |                  |                  |  |  |            |            |  |  |       |       |
|  | Guifões S.C.      | Olivais Coimbra  | 49                | 54 |                  |                  |  |  |            |            |  |  |       |       |
|  | Guifões S.C.      | 09 Fevereiro     |                   | 54 |                  |                  |  |  |            |            |  |  |       |       |
|  | Quinta dos Lombos | 77               |                   |    |                  |                  |  |  |            |            |  |  |       |       |
|  | Quinta dos Lombos | 77               | Quinta dos Lombos | 76 |                  |                  |  |  |            |            |  |  |       |       |
|  | 16 Dezembro       |                  | Quinta dos Lombos | 76 |                  |                  |  |  |            |            |  |  |       |       |
|  |                   | GDESSA-Barreiro  | 68                |    |                  |                  |  |  |            |            |  |  |       |       |
|  | SL Benfica        | GDESSA-Barreiro  | 68                | 68 |                  |                  |  |  |            |            |  |  |       |       |
|  | SL Benfica        |                  | 02 Março          | 68 |                  |                  |  |  |            |            |  |  |       |       |
|  | GDESSA-Barreiro   | 79               |                   |    |                  |                  |  |  |            |            |  |  |       |       |
|  | GDESSA-Barreiro   | 79               | Quinta dos Lombos | 51 |                  |                  |  |  |            |            |  |  |       |       |
|  | 16 Dezembro       |                  | Quinta dos Lombos | 51 |                  |                  |  |  |            |            |  |  |       |       |
|  |                   | Olivais Coimbra  | 66                |    |                  |                  |  |  |            |            |  |  |       |       |
|  | UD Oliveirense    | Olivais Coimbra  | 66                | 40 |                  |                  |  |  |            |            |  |  |       |       |
|  | UD Oliveirense    | 09 Fevereiro     |                   | 40 |                  |                  |  |  |            |            |  |  |       |       |
|  | Ovarense          | 86               |                   |    |                  |                  |  |  |            |            |  |  |       |       |
|  | Ovarense          | 86               | Ovarense          | 46 |                  |                  |  |  |            |            |  |  |       |       |
|  | 15 Dezembro       |                  | Ovarense          | 46 |                  |                  |  |  |            |            |  |  |       |       |
|  |                   | Olivais Coimbra  | 79                |    |                  |                  |  |  |            |            |  |  |       |       |
|  | Olivais Coimbra   | Olivais Coimbra  | 79                | 92 |                  |                  |  |  |            |            |  |  |       |       |
|  | Olivais Coimbra   |                  |                   | 92 |                  |                  |  |  |            |            |  |  |       |       |
|  | AD Vagos          | 60               |                   |    |                  |                  |  |  |            |            |  |  |       |       |
|  | AD Vagos          | 60               |                   |    |                  |                  |  |  |            |            |  |  |       |       |

A Partir das meias-finais todos os jogos foram disputados no Pavilhão Manique-Salesianos, (Final 4).

### 4.ª Eliminatória Norte
| 4ª Eliminatória         | 4ª Eliminatória | 4ª Eliminatória | 4ª Eliminatória          | 4ª Eliminatória |
| ----------------------- | --------------- | --------------- | ------------------------ | --------------- |
| UAAAroso - Guifões S.C. | 57 – 66         |                 | Galitos - UD Oliveirense | 50 – 53         |

### 3.ª Eliminatória Sul
| 3ª Eliminatória  | 3ª Eliminatória | 3ª Eliminatória | 3ª Eliminatória | 3ª Eliminatória |
| ---------------- | --------------- | --------------- | --------------- | --------------- |
| BAC - ES Amadora | 41 – 60         |                 | SIMECQ - Algés  | 0 – 20          |

O SIMECQ perdeu por falta de Comparência

### 3.ª Eliminatória Norte
| 3ª Eliminatória         | 3ª Eliminatória | 3ª Eliminatória | 3ª Eliminatória                  | 3ª Eliminatória |
| ----------------------- | --------------- | --------------- | -------------------------------- | --------------- |
| UAAAroso - Académico FC | 45 – 38         |                 | SC Coimbrões - Guifões S.C.      | 51 – 65         |
| NCR Valongo - Galitos   | 43 – 86         |                 | GDG Basquetebol - UD Oliveirense | 53 – 64         |

### 2.ª Eliminatória Sul
| 2ª Eliminatória       | 2ª Eliminatória | 2ª Eliminatória | 2ª Eliminatória              | 2ª Eliminatória |
| --------------------- | --------------- | --------------- | ---------------------------- | --------------- |
| União Forte - BAC     | 37 – 68         |                 | GDEMAM - ES Amadora          | 56 – 70         |
| Stella Maris - SIMECQ | 32 – 93         |                 | Física Torres Vedras - Algés | 38 – 75         |

### 2.ª Eliminatória Norte
| 2ª Eliminatória                      | 2ª Eliminatória | 2ª Eliminatória | 2ª Eliminatória          | 2ª Eliminatória |
| ------------------------------------ | --------------- | --------------- | ------------------------ | --------------- |
| UAAAroso - Juvemaia-ACDC             | 59 – 48         |                 | CDJ Régio - Académico FC | 45 – 52         |
| CP Natação - Guifões S.C.            | 40 – 48         |                 | SC Coimbrões - CD Póvoa  | 76 – 55         |
| Salesianos - NCR Valongo             | 35 – 48         |                 | Galitos - Esgueira       | 67 – 54         |
| GDG Basquetebol - Freg Campo Sobrado | 52 – 46         |                 | ASSSCC - UD Oliveirense  | 55 – 63         |

### 1.ª Eliminatória Sul
| Nacional Natação - Algés | 38 – 59 |

» ISENTOS BAC; U Forte; E.S. Amadora; GDEMAM; SIMECQ; Stella Maris; Física TV

### 1.ª Eliminatória Norte
| 1ª Eliminatória             | 1ª Eliminatória | 1ª Eliminatória | 1ª Eliminatória                      | 1ª Eliminatória |
| --------------------------- | --------------- | --------------- | ------------------------------------ | --------------- |
| CLIP - UAAAroso             | 50 – 64         |                 | Basquete C. Barcelos - Juvemaia ACDC | 57 – 68         |
| GD Bolacesto - Guifões S.C. | 22 – 69         |                 | GDB Leça - CP Natação                | 21 – 82         |
| GICA - Esgueira             | 53 – 75         |                 | Basquetebol Condeixa - Galitos       | 32 – 66         |

» ISENTOS - Académico FC; José Régio; CCD Póvoa; SC Coimbrões; NCR Valongo; Salesianos Porto; FREG Sobrado; GD Gafanha; Cantanhede; UD Oliveirense